# 어여쁜 당신
《어여쁜 당신》은 2005년 2월 14일부터 2005년 9월 23일까지 방영된 한국방송공사 1TV 일일연속극이다.

## 기획 의도
사랑과 아픔을 통해 진실한 사랑의 의미를 찾는 내용의 드라마

## 등장 인물

### 주요 인물
- 이창훈: 정재민 역 - 출판사 대표. 젊은 나이에 아내를 잃고 아들이 있다.
- 이보영: 유인영 역 - 주인공, 북 디자이너.
- 오주은: 나희주 역 - 김 여사의 딸. 자기 중심적이며 기준을 좋아한다.
- 김승수: 김기준 역 - 인영의 동창. 동창회에서 만난 인영과 결혼하지만 갈등을 빚음.

### 인영 가족
- 이순재: 장윤재 역 - 인영의 외조부
- 임동진: 유영섭 역 - 인영의 아버지, 교사
- 반효정: 유영순 역 - 인영의 고모. 영섭의 누나
- 정경호: 유인철 역 - 인영의 동생. 미정의 남편
- 남상미: 유인경 역 - 인영의 동생

### 기준 가족
- 박원숙: 조옥진 역 - 기준의 어머니
- 이보희: 조옥자 역 - 옥진의 동생 만도의아내 기준의 이모
- 임선택: 고만도 역 - 옥자의 남편 기준의 이모부

### 희주 가족
- 전양자: 김 여사 역 - 희주의 어머니
- 맹호림: 희주의 아버지 역

### 그 외 인물
- 서유정: 이선미 역 - 인영의 친구
- 양미라: 고미정 역 - 인철의 연인.인철의 아내
- 윤지숙: 재민의 아내 역 - 힘찬의 엄마
- 최석구
- 김승민

## 수상 경력
- 2005년 KBS 연기대상 여자 신인상 이보영

## 참고 사항
- 시청률 면에서는 MBC HD 일일연속극 <굳세어라 금순아>에게 밀렸으나 극중 여주인공 이보영의 임신이 밝혀지며 20% 이상의 시청률이 상승하였다.
- 아들을 못 낳아 이혼한다는 설정, 아들에 집착하는 비상식적인 시어머니, 우유부단한 여주인공의 캐릭터 등이 "현실성 없다"는 비판을 샀다.

| 한국방송공사 1TV 일일연속극                       | 한국방송공사 1TV 일일연속극                   | 한국방송공사 1TV 일일연속극                         |
| 이전 작품                                         | 작품명                                        | 다음 작품                                           |
| ------------------------------------------------- | --------------------------------------------- | --------------------------------------------------- |
| 금쪽같은 내 새끼 (2004년 6월 7일~2005년 2월 11일) | 어여쁜 당신 (2005년 2월 14일~2005년 9월 23일) | 별난여자 별난남자 (2005년 9월 26일~2006년 5월 19일) |